# Rajd Warszawski 1998
Rajd Warszawski  1998 – 25. edycja Rajdu Warszawskiego. Był to rajd samochodowy rozgrywany od 28 do 29 sierpnia 1998 roku. Była to piąta runda Rajdowych Samochodowych Mistrzostw Polski w roku 1998. Rajd składał się z dwudziestu dwóch odcinków specjalnych (jeden odcinek anulowano).

## Wyniki końcowe rajdu[1]
| Miejsce | Kierowca            | Pilot            | Samochód                  | Czas      | Strata  | Grupa Klasa |
| ------- | ------------------- | ---------------- | ------------------------- | --------- | ------- | ----------- |
| 1       | Marek Gieruszczak   | Marek Skrobot    | Toyota Celica Turbo 4WD   | 1:18:30.6 | -       | A8          |
| 2       | Robert Gryczyński   | Tadeusz Burkacki | Toyota Corolla WRC        | 1:18:48.1 | +17.5   | A8          |
| 3       | Janusz Kulig        | Jarosław Baran   | Renault Mégane Maxi       | 1:19:09.3 | +38.7   | A7          |
| 4       | Cezary Fuchs        | Robert Ziemski   | Toyota Celica GT-Four     | 1:19:31.0 | +1:00.4 | A8          |
| 5       | Robert Herba        | Jacek Rathe      | Mitsubishi Lancer Evo V   | 1:21:05.2 | +2:34.6 | N4          |
| 6       | Piotr Świeboda      | Artur Skorupa    | Mitsubishi Lancer Evo IV  | 1:21:15.7 | +2:45.1 | N4          |
| 7       | Wojciech Zaborowski | Tomasz Malec     | Mitsubishi Lancer Evo III | 1:22:05.1 | +3:34.5 | N4          |
| 8       | Paweł Dytko         | Tomasz Dytko     | Ford Escort RS Cosworth   | 1:22:58.1 | +4:27.5 | N4          |
| 9       | Dariusz Poletyło    | Jacek Sciciński  | Subaru Impreza WRX        | 1:23:11.0 | +4:40.4 | N4          |
| 10      | Zbigniew Stec       | Stanisław Bazan  | Mitsubishi Lancer Evo III | 1:23:26.2 | +4:55.6 | N4          |